# Jonas Karosas
Jonas Karosas (ur. 20 marca 1912 w Wilnie, zm. 3 maja 1975 tamże) – litewski dziennikarz i działacz komunistyczny. 
W latach 1931 – 1932 studiował na Uniwersytecie Stefana Batorego, który ukończył w 1949. Po opuszczeniu uczelni w 1932 redagował podziemne pisma komunistyczne: Barikada (1932–1937), Bedievis (1934) i Valstiečių balsas (1933–1938). Razem z Janem Kiejstutem Druto pracował w Komunistycznym Biurze Litewskim, które kierowało działalnością litewskich komunistów na terenie przedwojennej Wileńszczyzny. Za działalność komunistyczną w latach 1932 i 1934-1935 aresztowany i więziony.
Po aneksji Wileńszczyzny przez Związek Radziecki w 1940 znalazł się wśród redaktorów Prawdy Wileńskiej. W czasie II wojny światowej służył w XVI Litewskiej Dywizji Strzeleckiej Armii Czerwonej. 
Po ponownym włączeniu Litwy w skład Związku Radzieckiego stanął na czele redakcji Tiesy (1944–1955). Później redagował pisma Komunistas (1955–1961) oraz Mokslas ir gyvenimas (1961–1975). Przewodniczył Związkowi Dziennikarzy Litewskiej SRR (1957–1975). 
W latach 1952–1959 był dyrektorem Katedry Dziennikarstwa Wileńskiego Uniwersytetu Państwowego. W latach 1958–1964 był członkiem Komitetu Centralnego Komunistycznej Partii Litwy (KC KPL), natomiast w latach 1966-1975 członkiem Komisji Rewizyjnej KPL. W 1962 uhonorowany tytułem Zasłużony Działacz Kultury Litewskiej SRR.
Napisał wspomnienia, przetłumaczone też na język polski, opisujące działalność komunistyczną w Wilnie w okresie międzywojennym – „Mówią kamienie Wilna” (Kalba Vilniaus akmenys).